# Fysiologie
Fysiologie is de biologische wetenschap die de levensverrichtingen (zoals de stofwisseling) van organismen bestudeert.
Terwijl de histologie de structuur van cellen, weefsels en organen bestudeert en de anatomie de morfologie en de macroscopische structuur beschrijft, houdt de fysiologie zich bezig met de werking van de stofwisseling en de mechanismen ervan. Onderscheiden worden de celfysiologie, (vergelijkende) dierfysiologie, humane fysiologie, plantenfysiologie en als onderdeel van de microbiologie, microbiële fysiologie.

## Celfysiologie
- Voedselopname: fagocytose, pinocytose, myzocytose, kleptoplastie, parasitisme, carnivorie, herbivorie, commensalisme, mutualisme, endosymbiose

## Dierfysiologie
De dierfysiologie is een biologisch vakgebied dat zich bezighoudt met de levensverrichtingen van dieren zoals de ademhaling, hormonen, spijsvertering, stofwisseling, bloedsomloop en de groei.
Dieren kenmerken zich door homeostase, die in stand wordt gehouden door meerdere regelmechanismen (positieve en negatieve terugkoppeling). De fysiologie tracht deze mechanismen te ontrafelen, onder andere door het evenwicht opzettelijk te verstoren of door correctiemechanismen te blokkeren en te kijken wat er gebeurt.

### Humane fysiologie
De humane fysiologie is het deel van de dierfysiologie dat uitsluitend de mens betreft. Daarbinnen is de pathofysiologie de tak die de processen beschrijft die aan de basis liggen van ziekte, malfunctie of vroegtijdig overlijden en is gerelateerd aan de Interne geneeskunde.
De Nobelprijs voor Fysiologie of Geneeskunde is een belangrijke prijs in dit vakgebied.

## Plantenfysiologie
De plantenfysiologie houdt zich bezig met het functioneren van planten, zoals de fotosynthese, kieming, ademhaling, de werking van plantenhormonen, transport van voedsel en water, en de groei van planten en onderdelen.